# The Who Tour 1989
The Who Tour 1989 fue una gira de conciertos brindada por la banda británica The Who durante 1989.

## Lista de canciones
1. "Overture"
2. "It's a Boy"
3. "1921"
4. "Amazing Journey"
5. "Sparks"
6. "The Acid Queen"
7. "Pinball Wizard"
8. "Do You Think It's Alright?" (dropped after 16 July; except for 24 August)
9. "Fiddle About" (John Entwistle) (dropped after 16 July; except for 24 August)
10. "I'm Free" (dropped after 16 July; except for 24 August)
11. "Tommy's Holiday Camp" (Keith Moon) (dropped after 16 July; except for 24 August)
12. "We're Not Gonna Take It"/"See Me, Feel Me"
13. "Eminence Front" (appeared regularly starting 16 July)
14. "Face the Face"
15. "I'm a Man" (Bo Diddley)
16. "I Can't Explain"
17. "Substitute"
18. "I Can See for Miles"
19. "Trick of the Light" (Entwistle)
20. "Boris the Spider" (Entwistle)
21. "Who Are You" (followed by 15-minute intermission)
22. "Magic Bus"
23. "Baba O'Riley"
24. "My Generation"
25. "A Little Is Enough"
26. "5.15"
27. "Love Reign O'er Me"
28. "Sister Disco"
29. "Rough Boys"
30. "Join Together"
31. "You Better You Bet"
32. "Behind Blue Eyes"
33. "Won't Get Fooled Again"

1. "Overture"
2. "It's a Boy"
3. "1921"
4. "Amazing Journey"
5. "Sparks"
6. "Eyesight to the Blind" (Sonny Boy Williamson II) (featuring Steve Winwood in Los Ángeles)
7. "Christmas"
8. "Cousin Kevin" (John Entwistle) (featuring Billy Idol in Los Ángeles)
9. "The Acid Queen" (featuring Patti LaBelle in Los Ángeles)
10. "Pinball Wizard" (featuring Elton John in Los Ángeles)
11. "Do You Think It's Alright?"
12. "Fiddle About" (Entwistle) (featuring Phil Collins in Los Ángeles)
13. "There's a Doctor"
14. "Go to the Mirror!"
15. "Smash the Mirror"
16. "Tommy, Can You Hear Me?"
17. "I'm Free"
18. "Miracle Cure"
19. "Sally Simpson"
20. "Sensation"
21. "Tommy's Holiday Camp" (Keith Moon) (featuring Phil Collins in Los Ángeles)
22. "We're Not Gonna Take It"/"See Me, Feel Me"

1. "I Can't Explain"
2. "Substitute"
3. "I Can See for Miles"
4. "Eminence Front"
5. "Face the Face"
6. "Pictures of Lily"
7. "Trick of the Light" (John Entwistle)
8. "Boris the Spider" (Entwistle)
9. "I'm a Man" (Bo Diddley)
10. "Overture"
11. "It's a Boy"
12. "1921"
13. "Amazing Journey"
14. "Sparks"
15. "The Acid Queen"
16. "Pinball Wizard"
17. "We're Not Gonna Take It"/"See Me, Feel Me" (followed by a 15-minute intermission)
18. "Magic Bus"
19. "Mary Anne with the Shaky Hand"
20. "Baba O'Riley"
21. "My Generation"
22. "A Little Is Enough"
23. "5.15"
24. "Love Reign O'er Me"
25. "Sister Disco"
26. "Rough Boys"
27. "Join Together"
28. "You Better You Bet"
29. "Behind Blue Eyes"
30. "Won't Get Fooled Again"

## Fechas de la gira
| Fecha                   | Ciudad           | País           | Lugar                           |
| Norteamérica            | Norteamérica     | Norteamérica   | Norteamérica                    |
| ----------------------- | ---------------- | -------------- | ------------------------------- |
| 21 de junio de 1989     | Glens Falls      | Estados Unidos | Glens Falls Civic Center        |
| 23 de junio de 1989     | Toronto          | Canadá         | CNE Stadium                     |
| 24 de junio de 1989     | Toronto          | Canadá         | CNE Stadium                     |
| 27 de junio de 1989     | New York City    | United States  | Radio City Music Hall           |
| 29 de junio de 1989     | East Rutherford  | United States  | Giants Stadium                  |
| 30 de junio de 1989     | East Rutherford  | United States  | Giants Stadium                  |
| 2 de julio de 1989      | East Rutherford  | United States  | Giants Stadium                  |
| 3 de julio de 1989      | East Rutherford  | United States  | Giants Stadium                  |
| 6 de julio de 1989      | Washington D. C. | United States  | RFK Stadium                     |
| 7 de julio de 1989      | Washington D. C. | United States  | RFK Stadium                     |
| 9 de julio de 1989      | Philadelphia     | United States  | Veterans Stadium                |
| 10 de julio de 1989     | Philadelphia     | United States  | Veterans Stadium                |
| 12 de julio de 1989     | Foxborough       | United States  | Sullivan Stadium                |
| 14 de julio de 1989     | Foxborough       | United States  | Sullivan Stadium                |
| 16 de julio de 1989     | Pittsburgh       | United States  | Three Rivers Stadium            |
| 18 de julio de 1989     | Orchard Park     | United States  | Rich Stadium                    |
| 19 de julio de 1989     | Cleveland        | United States  | Cleveland Stadium               |
| 21 de julio de 1989     | East Troy        | United States  | Alpine Valley Music Theatre     |
| 22 de julio de 1989     | East Troy        | United States  | Alpine Valley Music Theatre     |
| 23 de julio de 1989     | East Troy        | United States  | Alpine Valley Music Theatre     |
| 25 de julio de 1989     | Pontiac          | United States  | Pontiac Silverdome              |
| 27 de julio de 1989     | Raleigh          | United States  | Carter–Finley Stadium           |
| 29 de julio de 1989     | Tampa            | United States  | Tampa Stadium                   |
| 30 de julio de 1989     | Miami Gardens    | United States  | Joe Robbie Stadium              |
| 5 de agosto de 1989     | Kansas City      | United States  | Arrowhead Stadium               |
| 7 de agosto de 1989     | Atlanta          | United States  | Lakewood Amphitheater           |
| 8 de agosto de 1989     | Atlanta          | United States  | Lakewood Amphitheater           |
| 9 de agosto de 1989     | Atlanta          | United States  | Lakewood Amphitheater           |
| 11 de agosto de 1989    | St. Louis+       | United States  | Busch Memorial Stadium          |
| 13 de agosto de 1989    | Boulder          | United States  | Folsom Field                    |
| 16 de agosto de 1989    | Tacoma           | United States  | Tacoma Dome                     |
| 18 de agosto de 1989    | Vancouver        | Canadá         | BC Place                        |
| 19 de agosto de 1989    | Vancouver        | Canadá         | BC Place                        |
| 22 de agosto de 1989    | San Diego        | United States  | Jack Murphy Stadium             |
| 24 de agosto de 1989    | Los Ángeles      | United States  | Universal Amphitheatre          |
| 26 de agosto de 1989    | Los Ángeles      | United States  | Los Angeles Coliseum            |
| 29 de agosto de 1989    | Oakland          | United States  | Oakland-Alameda County Coliseum |
| 30 de agosto de 1989    | Oakland          | United States  | Oakland-Alameda County Coliseum |
| 2 de septiembre de 1989 | Houston          | United States  | Astrodome                       |
| 3 de septiembre de 1989 | Dallas           | United States  | Cotton Bowl                     |
| Europa                  |                  |                |                                 |
| 6 de octubre de 1989    | Birmingham       | England        | National Exhibition Centre      |
| 7 de octubre de 1989    | Birmingham       | England        | National Exhibition Centre      |
| 9 de octubre de 1989    | Birmingham       | England        | National Exhibition Centre      |
| 10 de octubre de 1989   | Birmingham       | England        | National Exhibition Centre      |
| 23 de octubre de 1989   | London           | England        | Wembley Arena                   |
| 24 de octubre de 1989   | London           | England        | Wembley Arena                   |
| 26 de octubre de 1989   | London           | England        | Wembley Arena                   |
| 27 de octubre de 1989   | London           | England        | Wembley Arena                   |
| 31 de octubre de 1989   | London           | England        | Royal Albert Hall               |
| 2 de noviembre de 1989  | London           | England        | Royal Albert Hall               |